# Anthocoris sarothamni
Anthocoris sarothamni är en insektsart. Anthocoris sarothamni ingår i släktet Anthocoris, och familjen näbbskinnbaggar. Arten är reproducerande i Sverige.